# Vlag van Tarragona
De Spaanse provincie Tarragona voert geen officiële vlag. De vlag bestaat uit een rood veld met in het midden het provinciale wapen. Onder het wapen staat in een boog en in witte letters: Diputación provincial de Tarragona. Het is onofficieel en wordt alleen bij sommige evenementen gebruikt. In sommige versies zijn er geen witte letters afgebeeld. Voorheen was de oude vlag gelijk aan het provinciale wapen.
|  |  |  |